# Pedro Lira
Pedro Francisco Lira Rencoret (17. května 1845 Santiago de Chile – 20. dubna 1912 Santiago) byl chilský malíř, v jehož tvorbě se objevují vlivy romantismu, neoklasicismu i realismu. Je autorem více než pěti set obrazů, jeho nejznámějším dílem je Založení Santiaga, vyobrazené i na chilských bankovkách. Byl prvním profesionálním malířem narozeným v Chile a Antonio Romera ho zařadil ke čtyřem největším osobnostem v dějinách chilského malířství.

## Život
Vystudoval práva na Chilské univerzitě, avšak před právnickou praxí dal přednost dráze umělce. Jeho učiteli malířství byli Alejandro Ciccarelli a Antonio Smith. Roku 1872 byl oceněn na výtvarné soutěži k otevření centrální tržnice v Santiagu. V letech 1873 až 1884 pobýval v Paříži, kde ho ovlivnil především Eugène Delacroix. Lirovy obrazy získaly čestné uznání na Pařížském salonu i na Světové výstavě 1889. 
Působil také jako výtvarný kritik a historik a organizátor kulturního života. Byl výraznou osobností modernizace chilské společnosti v období po druhé tichomořské válce. Stál u zrodu uměleckého sdružení Unión Artística a výtvarného muzea v Quinto Normal. Od roku 1893 byl ředitelem Malířské akademie v Santiagu. Je autorem biografického slovníku malířů a přeložil Filozofii umění Hippolyta Taineho.
Byl synem soudce a senátora Josého Liry. Jeho švagrem byl malíř Alberto Orrego Luco.

## Galerie

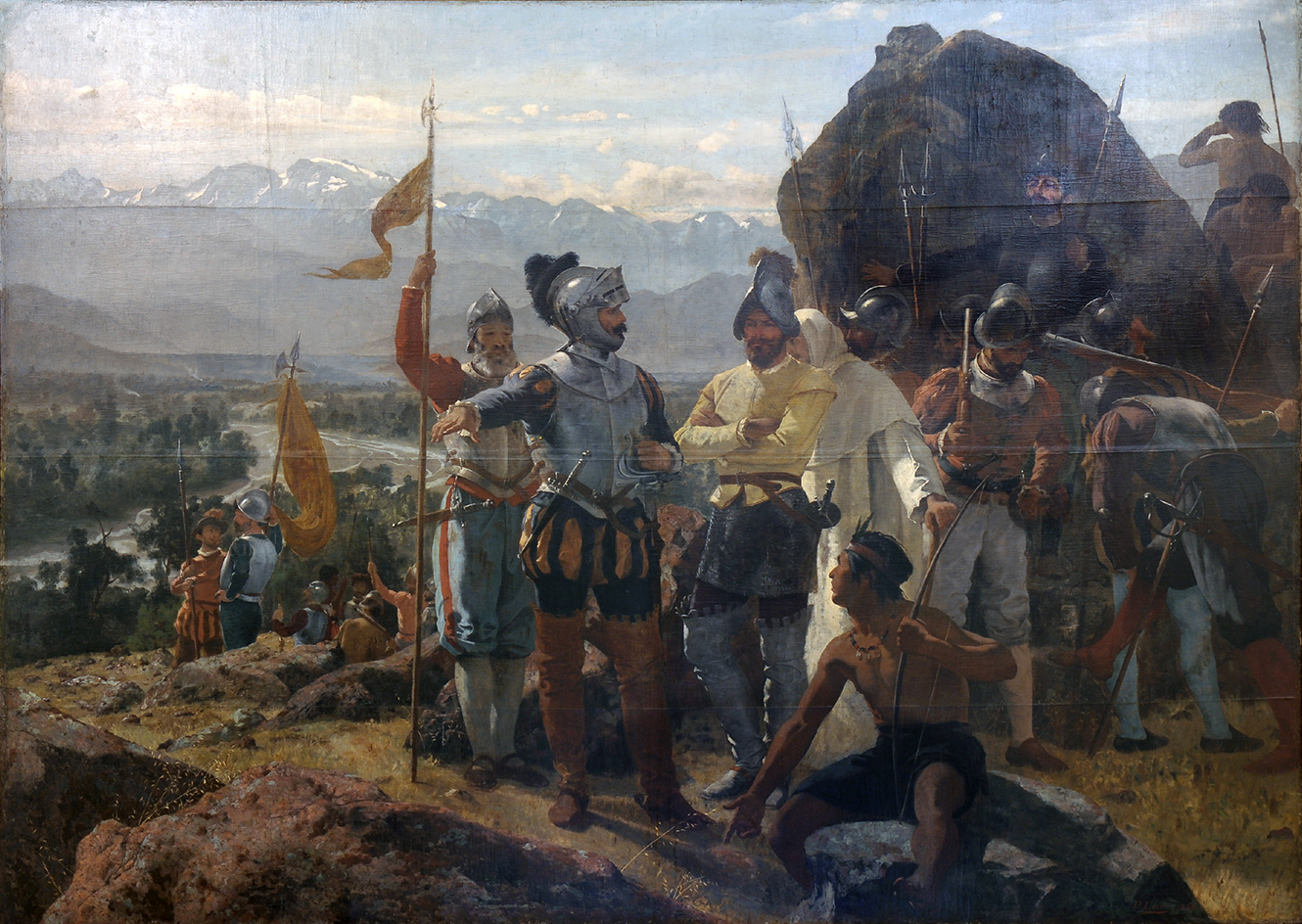
Založení Santiaga
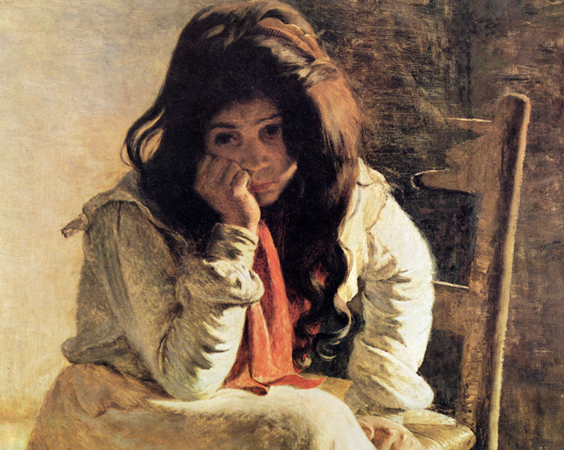
Žena z lidu
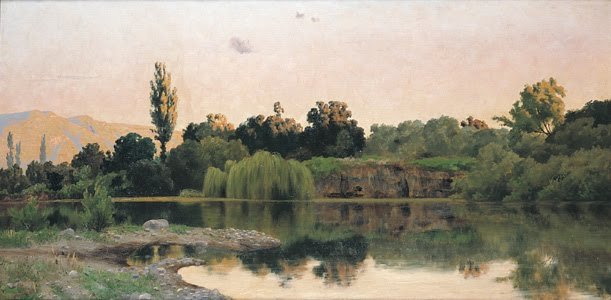
Soumrak nad rybníkem
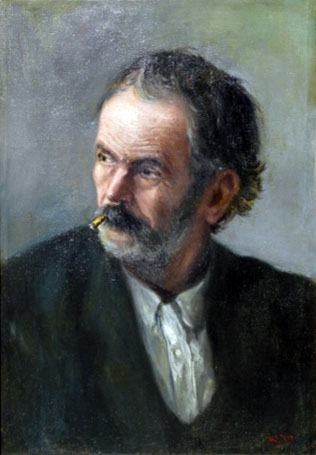
Kouřící muž
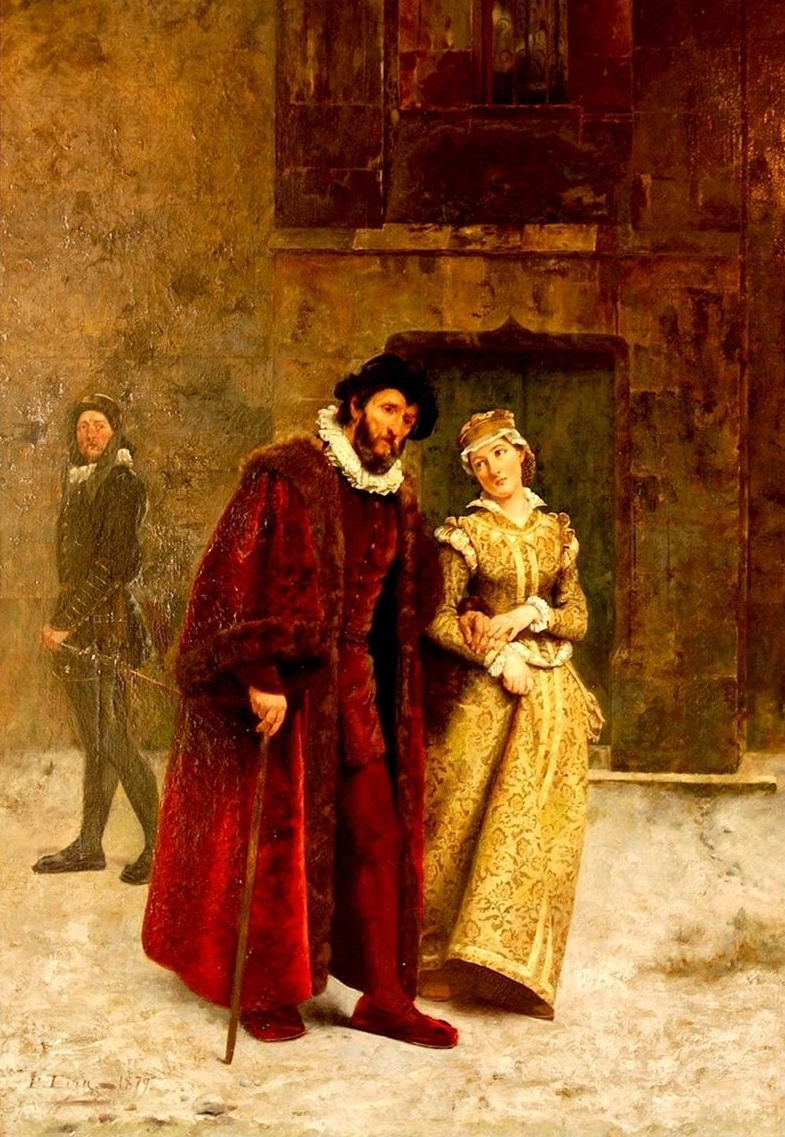
Otec a dcera
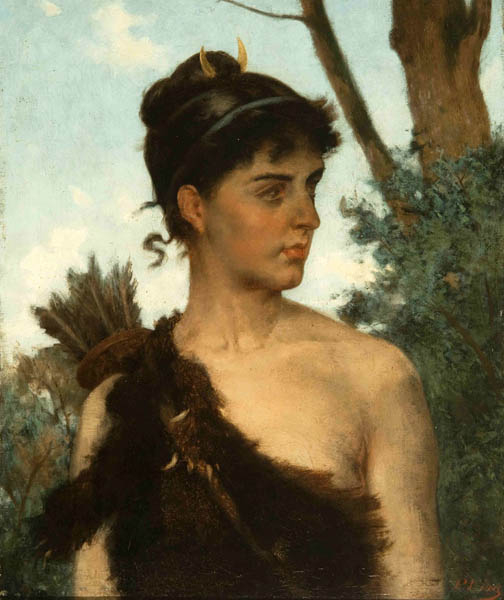
Lovkyně Diana